# Passo di Rigano
Passo di Rigano è la trentacinquesima unità di primo livello di Palermo.
È situata nella zona centro-occidentale della città; fa parte della V Circoscrizione.